# Список высших учебных заведений Республики Алтай
В список высших учебных заведений Республики Алтай включены образовательные учреждения высшего и высшего профессионального образования, находящиеся на территории Республики Алтай и участвовавшие в мониторинге Министерства образования и науки Российской Федерации 2015 года. Этим критериям в Республике Алтай соответствует 1 вуз.

## Список высших образовательных учреждений
| Название                                    | Категория       | Год основания | Месторасположение | Число студентов |
| ------------------------------------------- | --------------- | ------------- | ----------------- | --------------- |
| Горно-Алтайский государственный университет | государственный | 1949          | Горно-Алтайск     | 2549            |